# Nor Armavir
För olika betydelser av Armavir, se Armavir
Nor Armavir (armeniska: Նոր Արմավիր, vilket betyder "Ny(a) Armavir") är en ort i provinsen Armavir i Armenien. Nor Armavir ligger 892 meter över havet och har 1.597 invånare./
Nor Armavir grundades 1923 av armeniska flyktingar från Turkiet, som namngav byn efter den närbelägna ruinstaden Armavir.
Orten är främst känd för Slaget vid Sardarabad 1914 under första världskriget, vilket utkämpades i området där orten senare grundades.